# ادیوال پونتس
ادیوال پونتس (انگلیسی: Edival Pontes؛ زادهٔ ۱۱ اکتبر ۱۹۹۷) تکواندوکار اهل برزیل است.
وی در مسابقات کشوری و بین‌المللی در مجموع برندهٔ ۷ مدال طلا، ۳ مدال نقره، ۴ مدال برنز شده است.